# Campionato Primavera 1
Il Campionato Primavera 1 è la più importante competizione giovanile del calcio italiano. Viene organizzata e gestita dalla Lega Nazionale Professionisti Serie A, prevedendo la partecipazione delle migliori formazioni giovanili italiane. Dal 2006 il trofeo del campionato è intitolato alla memoria di Giacinto Facchetti.
La squadra più titolata è l'Inter, vincitrice del campionato per 11 volte, seguita da Torino e Roma, rispettivamente con 9 e 8 successi. La competizione dà accesso alla UEFA Youth League.

## Storia e formule

Gianpaolo Bellini con la maglia scudettata dell' campione d'Italia Primavera 1997-1998.

Il campionato Ragazzi Primavera nasce nella stagione 1962-1963, in sostituzione del Campionato Cadetti, come torneo destinato ai giovani calciatori Under 19. Fino al 1969 il campionato prevedeva una specifica fase finale per le società di Serie B.
Dal 1970 al 2017 non c'è stata distinzione fra Serie A, Serie B e serie inferiori. In molte stagioni sono state ammesse a richiesta squadre di Serie C a completamento per rinunce e/o integrazione al fine di parificare il numero delle partecipanti ai gironi.
In particolare, fino al 2006-2007, la stagione regolare del campionato Primavera si compose di 4 gironi di 12 o 13 squadre che si affrontavano in gare di andata e ritorno. La manifestazione era aperta alla libera adesione di club di Serie C, in genere una decina all’anno. Al termine della stagione regolare, le prime quattro classificate di ogni girone erano ammesse alla fase finale che, dopo gli ottavi in andata e ritorno, si articolava in gare secche.
Dal 2007-2008 al 2016-2017, la stagione regolare del campionato Primavera si compose di 3 gironi di 14 squadre che si affrontavano in gare di andata e ritorno. Con una riforma partita nel 2010-2011, al termine della stagione regolare le prime due classificate di ogni girone erano ammesse alla fase finale in gare secche: i restanti due posti venivano assegnati tramite i play-off. Ad essi partecipavano 8 squadre: le terze e le quarte classificate e le due migliori quinte.
A partire dalla stagione 2017-2018, il campionato è stato suddiviso in 2 categorie: Primavera 1 e Primavera 2. La Primavera 1 è a girone unico composto da 16 squadre che si affrontano con partite di andata e ritorno. Al termine della regular season, le prime due classificate attendono altre due formazioni, provenienti dagli spareggi tra 3ª-6ª e 4ª-5ª, per dar vita alle semifinali con gare di andata e ritorno. La 3ª e la 4ª della classifica accedono direttamente alle semifinali contro le prime 2 se la 5ª classificata accumula un distacco superiore ai 9 punti dal quarto posto. Le vincenti delle semifinali si affrontano in campo neutro nella finalissima che assegna il titolo di Campione d'Italia Primavera. La squadra vincitrice è premiata con un trofeo, oltre che col diritto di partecipare alla Supercoppa Primavera e con la qualificazione in Youth League. Qualora la società vincitrice sia già qualificata in Europa grazie alla sua prima squadra, viene sostituita dalla finalista perdente. Le squadre classificate agli ultimi due posti e la perdente del play-out fra la quartultima e la terzultima (che verrà disputato esclusivamente se tra le due squadre coinvolte vige un distacco di massimo 9 punti, altrimenti la terz'ultima retrocede direttamente), retrocedono in Primavera 2. 
A partire dalla stagione 2021-2022, il campionato passa a 18 squadre e viene abolita la norma che vincolava la partecipazione al Campionato Primavera 1 alle sole squadre delle società militanti in Serie A e Serie B. Pertanto, la partecipazione viene aperta anche alle formazioni Under-19 di società militanti in Serie C.
A partire dalla stagione 2024-2025, il campionato passa a 20 squadre e vengono previste 3 retrocessioni nel Campionato Primavera 2.

### Limiti di età e regole per i fuori quota
Dalla stagione 2012-2013, per allinearsi ai maggiori campionati giovanili europei, sono state introdotte limitazioni più stringenti relative all'età anagrafica dei calciatori in rosa: possono partecipare calciatori che hanno anagraficamente compiuto il 15º anno di età e che nell'anno in cui ha inizio la stagione sportiva non hanno compiuto il 19º anno. Nelle partite di campionato della prima fase è consentito l'impiego di un calciatore "fuori quota" non soggetto a alcun limite di età e due calciatori "fuori quota" che non abbiano compiuto il 20º anno di età nell'anno in cui ha inizio la stagione sportiva. Nella successiva fase finale a eliminazione diretta possono essere impiegati tre calciatori "fuori quota" che non abbiano compiuto il 20º anno di età nell'anno in cui ha inizio la stagione sportiva.
Nella stagione 2019-2020, in controtendenza con la riforma precedente, viene allargato a cinque il numero di giocatori "fuori quota" utilizzabili, dei quali quattro non devono aver compiuto il ventesimo anno di età ed un quinto senza limiti anagrafici.
Nella stagione 2024-2025 il limite di età viene incrementato di un anno permettendo così la partecipazione dei calciatori che non abbiano compiuto il 20º anno d'età nell'anno in cui ha inizio la stagione sportiva, inoltre viene permessa la partecipazione di un solo "fuori quota" (senza limiti di età) per la sola stagione regolare.

## Albo d'oro
Nelle sue prime sette edizioni, dal 1962 al 1969, il Campionato Primavera prevedeva due specifiche fasi finali per i club di Serie A e Serie B, con albi d’oro non del tutto distinti. Dal 1969 al 2017 si è svolto un campionato unico senza distinzione fra Serie A e Serie B. Dal 2017, con la riforma dei campionati giovanili, è stata introdotta una prima divisione, il Campionato Primavera 1.
- 1962-1963  Juventus (1º) e  Como (Serie B)
- 1963-1964  Inter (1º) e  Udinese (Serie B)
- 1964-1965  Milan (1º) e  SPAL (Serie B)
- 1965-1966  Inter (2º) e  Padova (Serie B)
- 1966-1967  Torino (1º) e  Verona (Serie B)
- 1967-1968  Torino (2º) e  Verona (Serie B)
- 1968-1969  Inter (3º) e  Brescia (Serie B)
- 1969-1970  Torino (3º)
- 1970-1971  Fiorentina (1º)
- 1971-1972  Juventus (2º)
- 1972-1973  Roma (1º)
- 1973-1974  Roma (2º)
- 1974-1975  Brescia (1º)
- 1975-1976  Lazio (1º)
- 1976-1977  Torino (4º)
- 1977-1978  Roma (3º)
- 1978-1979  Napoli (1º)
- 1979-1980  Fiorentina (2º)
- 1980-1981  Udinese (1º)
- 1981-1982  Cesena (1º)
- 1982-1983  Fiorentina (3º)
- 1983-1984  Roma (4º)
- 1984-1985  Torino (5º)
- 1985-1986  Cesena (2º)
- 1986-1987  Lazio (2º)
- 1987-1988  Torino (6º)
- 1988-1989  Inter (4º)
- 1989-1990  Roma (5º)
- 1990-1991  Torino (7º)
- 1991-1992  Torino (8º)
- 1992-1993  Atalanta (1º)
- 1993-1994  Juventus (3º)
- 1994-1995  Lazio (3º)
- 1995-1996  Perugia (1º)
- 1996-1997  Perugia (2º)
- 1997-1998  Atalanta (2º)
- 1998-1999  Empoli (1º)
- 1999-2000  Bari (1º)
- 2000-2001  Lazio (4º)
- 2001-2002  Inter (5º)
- 2002-2003  Lecce (1º)
- 2003-2004  Lecce (2º)
- 2004-2005  Roma (6º)
- 2005-2006  Juventus (4º)
- 2006-2007  Inter (6º)
- 2007-2008  Sampdoria (1º)
- 2008-2009  Palermo (1º)
- 2009-2010  Genoa (1º)
- 2010-2011  Roma (7º)
- 2011-2012  Inter (7º)
- 2012-2013  Lazio (5º)
- 2013-2014  Chievo (1º)
- 2014-2015  Torino (9º)
- 2015-2016  Roma (8º)
- 2016-2017  Inter (8º)
- 2017-2018  Inter (9º)
- 2018-2019  Atalanta (3º)
- 2019-2020  Atalanta (4º)[10]
- 2020-2021  Empoli (2º)
- 2021-2022  Inter (10º)
- 2022-2023  Lecce (3º)
- 2023-2024  Sassuolo (1º)
- 2024-2025  Inter (11º)

## Vittorie per squadra

### Serie A
| Squadra    | Titoli | Anni |
| ---------- | ------ | --- |
| Inter      | 11     | 1963-1964; 1965-1966; 1968-1969; 1988-1989; 2001-2002; 2006-2007; 2011-2012; 2016-2017; 2017-2018; 2021-2022; 2024-2025 |
| Torino     | 9      | 1966-1967; 1967-1968; 1969-1970; 1976-1977; 1984-1985; 1987-1988; 1990-1991; 1991-1992; 2014-2015                       |
| Roma       | 8      | 1972-1973; 1973-1974; 1977-1978; 1983-1984; 1989-1990; 2004-2005; 2010-2011; 2015-2016                                  |
| Lazio      | 5      | 1975-1976; 1986-1987; 1994-1995; 2000-2001; 2012-2013                                                                   |
| Juventus   | 4      | 1962-1963; 1971-1972; 1993-1994; 2005-2006                                                                              |
| Atalanta   | 4      | 1992-1993; 1997-1998; 2018-2019; 2019-2020                                                                              |
| Fiorentina | 3      | 1970-1971; 1979-1980; 1982-1983                                                                                         |
| Lecce      | 3      | 2002-2003; 2003-2004; 2022-2023                                                                                         |
| Cesena     | 2      | 1981-1982; 1985-1986 |
| Perugia    | 2      | 1995-1996; 1996-1997 |
| Empoli     | 2      | 1998-1999; 2020-2021 |
| Brescia    | 1      | 1974-1975 |
| Udinese    | 1      | 1980-1981 |
| Milan      | 1      | 1964-1965 |
| Napoli     | 1      | 1978-1979 |
| Bari       | 1      | 1999-2000 |
| Sampdoria  | 1      | 2007-2008 |
| Palermo    | 1      | 2008-2009 |
| Genoa      | 1      | 2009-2010 |
| Chievo     | 1      | 2013-2014 |
| Sassuolo   | 1      | 2023-2024 |

### Serie B
| Squadra | Titoli | Anni                 |
| ------- | ------ | -------------------- |
| Verona  | 2      | 1966-1967, 1967-1968 |
| Como    | 1      | 1962-1963            |
| Udinese | 1      | 1963-1964            |
| SPAL    | 1      | 1964-1965            |
| Padova  | 1      | 1965-1966            |
| Brescia | 1      | 1968-1969            |

## Loghi

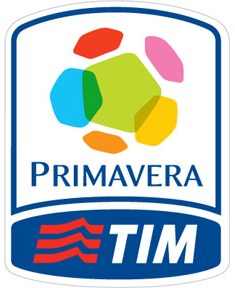
Logo della Primavera TIM usato dal 2010 al 2016
Logo della Primavera TIM usato dal 2016 al 2018
Logo della Primavera 1 TIM usato dal 2019 al 2021